# Escallonia resinosa
Escallonia resinosa ist eine Pflanzenart der Gattung Escallonia in der Familie Escalloniaceae. Sie ist in den zentralen Anden, insbesondere in Peru heimisch.

## Beschreibung
Escallonia resinosa wächst als Strauch oder auch als Baum, der Wuchshöhen von zwei bis zu zehn Metern erreicht. Seine blütentragenden Zweige sind rutenförmig, gewinkelt und glänzend. Sie tragen kurze, dicht wechselständig belaubte Seitenzweige. Die etwa 2–4 cm langen und 7–13 mm breiten einnervigen Spreiten der Laubblätter sind länglich, verkehrt eiförmig und leicht gezähnt. Unterseits durch Behaarung gräulich und oberseits glänzend, tragen sie am Rande hinfällige Drüsen. Der Blattstiel ist 5–6 mm lang.
Die zwittrigen, radiärsymmetrisch fünfzähligen Blüten stehen in dichten traubenartigen Rispen. Der glatte, 5 mm lange verwachsene Kelch trägt fünf kurze Zähne und ist beständig. Die fünf (bisweilen auch vier) weißen, spatelförmigen Kronblätter und die fünf mit je zwei Staubbeuteln versehenen Staubblätter sind mit 5 mm etwa gleich lang. Der etwa 4 mm lange Griffel ist mit einer lappigen Narbe versehen. Die Blütezeit dauert von Januar bis März. Die Früchte sind zweikammerige Kapseln.

## Trivialnamen
Auf Quechua heißt diese Art chachakuma, chachaquma, urqu chachakuma (zur Unterscheidung von china chachakuma, Escallonia tucumanensis und t'asta, Escallonia myrtilloides) oder auch kuti kiswara, auf Spanisch chachacoma (so auch bei Ruiz und Pavón) oder chachacomo. In Bolivien und Chile wird dagegen der sehr ähnliche Aymara-Name chachaq'uma bzw. die hispanisierte Form chachacoma für einige Arten der nicht verwandten Gattung Senecio (Compositae, darunter Senecio nutans, Senecio graveolens und Senecio eriophyton) verwendet.

## Verbreitung
Escallonia resinosa wächst in den Anden Perus in einer Höhenlage von 2600 bis 4000 Metern, bevorzugt auf 3200–3700 Metern.
Chachakuma bildete einen wichtigen Bestandteil der natürlichen Vegetation der peruanischen Anden. Die Inka bauten Chachakuma in der Zeit ab ca. 1400 wegen seines harten Holzes, das ihnen zu Bauzwecken diente, als Forstbaum an (mallki im Gegensatz zu wild wachsenden Bäumen sach’a). Seitdem ist sein Bestand durch Nutzung für Feuerholz, Bauholz und Überweidung stark zurückgegangen.
Escallonia resinosa ist zusammen mit ebenfalls einheimischen Polylepis-Arten, Escallonia myrtilloides, Schinus molle, Buddleja incana und Buddleja coriacea für Wiederaufforstungsmaßnahmen im Andenraum vorgesehen.

## Verwendung
Escallonia resinosa besitzt sehr hartes Holz, aus dem traditionell Werkzeuge wie Webschwerter sowie Möbel hergestellt werden. Aus jungen Trieben werden Körbe geflochten, die z. B. zum Trocknen von Kartoffeln dienen. Außerdem wird die Pflanze als Brennholzlieferant genutzt. In der Volksmedizin dienen sein wohlriechendes Harz bzw. seine Extrakte der Stärkung des Organismus und bei der Mundpflege.
Die Larven des Schmetterlings Metardaris cosinga (Familie Hesperiidae), auf Quechua wayt'ampu genannt, ernähren sich von den Blättern des Chachakuma-Baumes, werden gegrillt gegessen und auf den Märkten von Cusco verkauft.

## Systematik
Die Art wurde erstmals von den spanischen Botanikern Hipólito Ruiz López und José Antonio Pavón y Jiménez beschrieben und 1798 unter dem Namen Stereoxylon resinosum veröffentlicht. Christiaan Hendrik Persoon stellte sie 1805 ebenso wie die anderen von Ruiz und Pavón beschriebenen Stereoxylon-Arten zur Gattung Escallonia L. f. 1781, so dass die Art den Namen Escallonia resinosa erhielt. Ein weiteres Synonym ist Escallonia multiflora Presl.